# Командование альпийских войск
Командование альпийских войск (итал. Comando truppe alpine) — штаб альпини, горнострелковых частей Сухопутных войск Италии. Образовано в 1997 году вместо 4-го альпийского армейского корпуса, располагается в Больцано. Ранее подчинявшееся Командованию оперативных сухопутных сил, с 1 октября 2016 года находится в полном распоряжении Генерального штаба сухопутных войск Италии.

## Предыстория
Командование альпийских войск является правопреемником штаба 4-го альпийского армейского корпуса. Первый подобный штаб появился в Болонье согласно приказу от 25 марта 1860 года, первым командиром стал генерал-лейтенант Доменико Куккьяри. Рсновной функцией стала преимущественно территориальная служба — в случае войны развёртывался целый корпус для противостояния врагу. Под контролем корпуса находилась территория между реками Панаро и Таулло. После 1867 года на присоединённых к Италии территориях появились новые автономные части. 15 августа 1870 года был образован специальный корпус с центром в провинции Кампанья-э-Мариттима, переименованный в 4-й корпус сухопутных войск Италии, которым командовал генерал-лейтенант Рафаэле Кадорна. 9 октября корпус был расформирован, а в январе 1871 года воссоздан как Генеральный штаб сухопутных войск в Риме, должность командующего занял генерал-лейтенант итальянской армии, принц Пьемонта Умберто ди Савойя, будущий король Италии Умберто I.
В 1873 году Генеральный штаб сухопутных войск в Риме был расформирован, его место занял 4-й генеральный штаб во Флоренции, а 22 января 1877 года на его основе был создан 4-й армейский корпус итальянской армии, существовавший в составе Королевской итальянской армии вплоть до капитуляции Италии 8 сентября 1943 года. С 1939 по 1940 годы был сформирован Альпийский армейский корпус, который воевал в Греции и СССР в составе 8-й итальянской армии: из 57 тысяч альпийцев домой вернулись живыми только 11 тысяч человек. 1 марта 1943 года корпус был расформирован. 1 мая 1945 года в Больцано создано 4-е территориальное военное командование, которое в 1952 году преобразовано в командование 4-го армейского корпуса. 1 января 1973 года корпус стал именоваться альпийским и принял в свой состав все подразделения альпини.
1 октября 1997 года в связи с реализацией «новой модели обороны» был распущен 4-й альпийский армейский корпус, на смену которому пришло Командование альпийских войск. Все бригады были сохранены: в строю остались также 4-й альпийский парашютно-десантный полк, 6-й альпийский полк и Альпийский учебный центр. В декабре 2008 года 6-й полк перешёл в состав Альпийского учебного центра в Аосте. С 1 июля 2014 года 4-й альпийский парашютно-десантный полк передан спецназу итальянской армии, с 1 октября 2016 года Командование альпийских войск подчиняется непосредственно Генеральному штабу сухопутных войск Италии.

## Функции
Командованию подчиняется большая часть горных частей Армии Италии, оно отвечает за их обучение и подготовку. Штаб располагается в Больцано; штабу подчиняются две альпийские бригады в составе дивизии «Тридентина», учебный центр, развёрнутые вдоль Альп и в Абруццо вспомогательные части, а также метеорологическая служба Meteomont и горные поисково-спасательные отряды. Основные функции такие же, как и у командования военного региона «Норд».

## Структура
- Вице-командование альпийских войск / Дивизия «Тридентина»[англ.]
- Альпийский учебный центр[итал.]
- Альпийская бригада «Юлия»[англ.]
- Альпийская бригада «Тауринензе»[англ.]

Нашивка — английский щит с зелёным верхним и серебряным нижним полями. В зелёном поле изображён смотрящий влево орёл, над ним серебряная надпись «Comando Truppe Alpine». В серебряном поле — герб Больцано.
Глава командования альпийских войск является и командиром всех альпини Италии. С 11 ноября 2021 года пост занимает генерал Игнацио Гамба.